# Ji So-yun
Ji So-yun (tiếng Hàn Quốc: 지소연, phát âm tiếng Hàn Quốc: [tɕi.so.jʌn];sinh ngày 21 tháng 2 năm 1991) là một cầu thủ bóng đá nữ người Hàn Quốc thi đấu ở vị trí tiền vệ cho câu lạc bộ WK League Suwon FC và đội tuyển quốc gia Hàn Quốc.

## Sự nghiệp câu lạc bộ
Ji bắt đầu sự nghiệp của mình ở Nhật Bản, chơi cho nhà vô địch L. League INAC Kobe Leonessa từ năm 2011 đến 2013. Vào tháng 10 năm 2013, Ji có một đề nghị chuyển nhượng từ câu lạc bộ Chelsea của Anh.Cô Chuyển đến vào tháng 1 năm 2014 với bản hợp đồng trong 2 năm. Khi vụ chuyển nhượng chính thức được xác nhận vào cuối tháng đó, huấn luyện viên Emma Hayes của Chelsea đã nói về Ji: "Cô ấy là một trong những tiền vệ xuất sắc nhất thế giới và người hâm mộ của chúng tôi sẽ yêu mến cô ấy.". Một trong những trận đấu cuối cùng của cô cho câu lạc bộ Nhật Bản, Ji đã ghi bàn vào lưới Chelsea Câu lạc bộ mới của cô, trong trận chung kết Giải vô địch các câu lạc bộ nữ quốc tế.
Ji được vinh danh là Cầu thủ xuất sắc nhất năm sau mùa giải đầu tiên của cô ở Anh, khi Chelsea suýt bỏ lỡ chức vô địch FA WSL 1 vào ngày cuối cùng của mùa giải. Cô được vinh danh là Cầu thủ xuất sắc nhất năm của PFA vào năm 2015 và cũng có tên trong Đội hình xuất sắc nhất năm của PFA WSL.

## Sự nghiệp quốc tế
Ji đại diện Hàn Quốc ở cấp độ U-17 và là thành phần đội U-20 dành chức á quân tại Cúp bóng đá U-20 nữ Châu Á 2009 và dành hạng 3 tại Cúp bóng đá U-20 nữ thế giới 2010.
Cô ra mắt trận đấu đầu tiên tại Đội tuyển bóng đá nữ quốc gia Hàn Quốc tại Cúp Nữ hoàng Hòa bình 2006. Vào ngày 30 tháng 11 năm 2006, cô trở thành cầu thủ ghi bàn trẻ nhất tại đội tuyển khi cô ghi cú đúp vào lưới Đài Bắc Trung Hoa (15 tuổi, 282 ngày) tại Đại hội Thể thao châu Á 2006 tại Doha, Qatar.
Ji là cầu thủ ghi bàn nhiều nhất cho đội tuyển với 72 bàn thắng.

## Bàn thắng quốc tế
| No. | Date                 | Venue                                             | Opponent             | Score | Result | Competition                                   |
| --- | -------------------- | ------------------------------------------------- | -------------------- | ----- | ------ | --------------------------------------------- |
| 1.  | 30 tháng 11 năm 2006 | Doha, Qatar                                       | Đài Bắc Trung Hoa    | 1–0   | 2–0    | Đại hội Thể thao châu Á 2006                  |
| 2.  | 30 tháng 11 năm 2006 | Doha, Qatar                                       | Đài Bắc Trung Hoa    | 2–0   | 2–0    | Đại hội Thể thao châu Á 2006                  |
| 3.  | 17 tháng 2 năm 2007  | Masan, Hàn Quốc                                   | Ấn Độ                | 1–0   | 5–0    | Vòng loại bóng đá nữ Thế Vận hội Mùa hè 2008  |
| 4.  | 15 tháng 4 năm 2007  | Hải Phòng, Việt Nam                               | Việt Nam             | 1–1   | 2–1    | Vòng loại bóng đá nữ Thế Vận hội Mùa hè 2008  |
| 5.  | 15 tháng 4 năm 2007  | Hải Phòng, Việt Nam                               | Việt Nam             | 2–1   | 2–1    | Vòng loại bóng đá nữ Thế Vận hội Mùa hè 2008  |
| 6.  | 12 tháng 8 năm 2007  | Cheongju, Hàn Quốc                                | Việt Nam             | 1–0   | 2–1    | Vòng loại bóng đá nữ Thế Vận hội Mùa hè 2008  |
| 7.  | 26 tháng 8 năm 2009  | Đài Nam, Đài Loan                                 | Quần đảo Bắc Mariana | 1–0   | 19–0   | Vòng loại Giải vô địch bóng đá nữ Đông Á 2010 |
| 8.  | 26 tháng 8 năm 2009  | Đài Nam, Đài Loan                                 | Quần đảo Bắc Mariana | 11–0  | 19–0   | Vòng loại Giải vô địch bóng đá nữ Đông Á 2010 |
| 9.  | 26 tháng 8 năm 2009  | Đài Nam, Đài Loan                                 | Quần đảo Bắc Mariana | 12–0  | 19–0   | Vòng loại Giải vô địch bóng đá nữ Đông Á 2010 |
| 10. | 26 tháng 8 năm 2009  | Đài Nam, Đài Loan                                 | Quần đảo Bắc Mariana | 16–0  | 19–0   | Vòng loại Giải vô địch bóng đá nữ Đông Á 2010 |
| 11. | 26 tháng 8 năm 2009  | Đài Nam, Đài Loan                                 | Quần đảo Bắc Mariana | 19–0  | 19–0   | Vòng loại Giải vô địch bóng đá nữ Đông Á 2010 |
| 12. | 30 tháng 8 năm 2009  | Đài Nam, Đài Loan                                 | Đài Bắc Trung Hoa    | 5–0   | 6–0    | Vòng loại Giải vô địch bóng đá nữ Đông Á 2010 |
| 13. | 10 tháng 2 năm 2010  | Tokyo, Nhật Bản                                   | Trung Quốc           | 1–2   | 1–2    | Giải vô địch bóng đá nữ Đông Á 2010           |
| 14. | 14 tháng 11 năm 2010 | Quảng Châu, Trung Quốc                            | Việt Nam             | 1–1   | 6–1    | Đại hội Thể thao châu Á 2010                  |
| 15. | 16 tháng 11 năm 2010 | Quảng Châu, Trung Quốc                            | Jordan               | 1–0   | 5–0    | Đại hội Thể thao châu Á 2010                  |
| 16. | 16 tháng 11 năm 2010 | Quảng Châu, Trung Quốc                            | Jordan               | 3–0   | 5–0    | Đại hội Thể thao châu Á 2010                  |
| 17. | 16 tháng 11 năm 2010 | Quảng Châu, Trung Quốc                            | Jordan               | 5–0   | 5–0    | Đại hội Thể thao châu Á 2010                  |
| 18. | 22 tháng 11 năm 2010 | Quảng Châu, Trung Quốc                            | Trung Quốc           | 2–0   | 2–0    | Đại hội Thể thao châu Á 2010                  |
| 19. | 7 tháng 3 năm 2011   | Paralimni, Síp                                    | Nga                  | 1–0   | 2–1    | Cúp Síp 2011                                  |
| 20. | 18 tháng 6 năm 2011  | Matsuyama, Nhật Bản                               | Nhật Bản             | 1–1   | 1–1    | Giao hữu                                      |
| 21. | 3 tháng 9 năm 2011   | Tế Nam, Trung Quốc                                | Nhật Bản             | 1–1   | 1–2    | Vòng loại Thế vận hội Mùa hè 2012             |
| 22. | 14 tháng 1 năm 2013  | Trùng Khánh, Trung Quốc                           | Canada               | 2–0   | 3–1    | 2013 Four Nations Tournament                  |
| 23. | 6 tháng 3 năm 2013   | Paralimni, Síp                                    | Nam Phi              | 1–0   | 2–0    | Cúp Síp 2013                                  |
| 24. | 8 tháng 3 năm 2013   | Paralimni, Síp                                    | Bắc Ireland          | 1–0   | 3–0    | Cúp Síp 2013                                  |
| 25. | 25 tháng 7 năm 2013  | Seoul, Hàn Quốc                                   | Nhật Bản             | 1–0   | 2–1    | Cúp bóng đá nữ Đông Á 2013                    |
| 26. | 25 tháng 7 năm 2013  | Seoul, Hàn Quốc                                   | Nhật Bản             | 2–0   | 2–1    | Cúp bóng đá nữ Đông Á 2013                    |
| 27. | 5 tháng 3 năm 2014   | Paralimni, Síp                                    | Thụy Sĩ              | 1–1   | 1–1    | Cúp Síp 2014                                  |
| 28. | 8 tháng 3 năm 2014   | Paralimni, Síp                                    | Cộng hòa Ireland     | 1–1   | 1–1    | Cúp Síp 2014                                  |
| 29. | 15 tháng 5 năm 2014  | Thành phố Hồ Chí Minh, Việt Nam                   | Myanmar              | 1–0   | 12–0   | AFC Women's Asian Cup 2014                    |
| 30. | 17 tháng 5 năm 2014  | Thành phố Hồ Chí Minh, Việt Nam                   | Thái Lan             | 1–0   | 4–0    | AFC Women's Asian Cup 2014                    |
| 31. | 12 tháng 11 năm 2014 | Tân Trúc, Đài Loan                                | Guam                 | 1–0   | 15–0   | Vòng loại Cúp bóng đá nữ Đông Á 2015          |
| 32. | 12 tháng 11 năm 2014 | Tân Trúc, Đài Loan                                | Guam                 | 8–0   | 15–0   | Vòng loại Cúp bóng đá nữ Đông Á 2015          |
| 33. | 15 tháng 11 năm 2014 | Tân Trúc, Đài Loan                                | Hồng Kông            | 1–0   | 9–0    | Vòng loại Cúp bóng đá nữ Đông Á 2015          |
| 34. | 13 tháng 1 năm 2015  | Thâm Quyến, Trung Quốc                            | Trung Quốc           | 2–2   | 3–2    | Giải bóng đá nữ quốc gia 2015                 |
| 35. | 15 tháng 1 năm 2015  | Thâm Quyến, Trung Quốc                            | México               | 2–1   | 2–1    | Giải bóng đá nữ quốc gia 2015                 |
| 36. | 4 tháng 3 năm 2015   | Nicosia, Síp                                      | Ý                    | 1–1   | 1–2    | Cúp Síp 2015                                  |
| 37. | 5 tháng 4 năm 2015   | Incheon, Hàn Quốc                                 | Nga                  | 1–0   | 1–0    | Giao hữu                                      |
| 38. | 8 tháng 4 năm 2015   | Incheon, Hàn Quốc                                 | Nga                  | 2–0   | 2–0    | Giao hữu                                      |
| 39. | 13 tháng 6 năm 2015  | Montreal, Canada                                  | Costa Rica           | 1–1   | 2–2    | 2015 FIFA Women's World Cup                   |
| 40. | 3 tháng 3 năm 2017   | Nicosia, Síp                                      | Scotland             | 1–0   | 2–0    | Cúp Síp 2017                                  |
| 41. | 5 tháng 3 năm 2017   | Nicosia, Síp                                      | New Zealand          | 2–0   | 2–0    | Cúp Síp 2017                                  |
| 42. | 5 tháng 4 năm 2017   | Bình Nhưỡng, Triều Tiên                           | Ấn Độ                | 8–0   | 10–0   | Vòng loại AFC Women's Asian Cup 2018          |
| 43. | 5 tháng 4 năm 2017   | Bình Nhưỡng, Triều Tiên                           | Ấn Độ                | 10–0  | 10–0   | Vòng loại AFC Women's Asian Cup 2018          |
| 44. | 11 tháng 4 năm 2017  | Bình Nhưỡng, Triều Tiên                           | Uzbekistan           | 2–0   | 4–0    | Vòng loại AFC Women's Asian Cup 2018          |
| 45. | 11 tháng 4 năm 2017  | Bình Nhưỡng, Triều Tiên                           | Uzbekistan           | 4–0   | 4–0    | Vòng loại AFC Women's Asian Cup 2018          |
| 46. | 19 tháng 8 năm 2018  | Palembang, Indonesia                              | Maldives             | 1–0   | 8–0    | Đại hội Thể thao châu Á 2018                  |
| 47. | 21 tháng 8 năm 2018  | Palembang, Indonesia                              | Indonesia            | 10–0  | 12–0   | Đại hội Thể thao châu Á 2018                  |
| 48. | 21 tháng 8 năm 2018  | Palembang, Indonesia                              | Indonesia            | 12–0  | 12–0   | Đại hội Thể thao châu Á 2018                  |
| 49. | 31 tháng 8 năm 2018  | Palembang, Indonesia                              | Đài Bắc Trung Hoa    | 1–0   | 4–0    | Đại hội Thể thao châu Á 2018                  |
| 50. | 28 tháng 2 năm 2019  | Sydney, Úc                                        | Argentina            | 4–0   | 5–0    | Cup of Nations 2019                           |
| 51. | 28 tháng 2 năm 2019  | Sydney, Úc                                        | Argentina            | 5–0   | 5–0    | Cup of Nations 2019                           |
| 52. | 3 tháng 3 năm 2019   | Brisbane, Úc                                      | Úc                   | 1–1   | 1–4    | Cup of Nations 2019                           |
| 53. | 6 tháng 3 năm 2019   | Melbourne, Úc                                     | New Zealand          | 1–0   | 2–0    | Cup of Nations 2019                           |
| 54. | 9 tháng 4 năm 2019   | Chuncheon, Hàn Quốc                               | Iceland              | 1–1   | 1–1    | Giao hữu                                      |
| 55. | 6 tháng 10 năm 2019  | Chicago, Hoa Kỳ                                   | Hoa Kỳ               | 1–0   | 1–1    | Giao hữu                                      |
| 56. | 3 tháng 2 năm 2020   | Seogwipo, Hàn Quốc                                | Myanmar              | 1–0   | 7–0    | Vòng loại Thế vận hội Mùa hè 2020             |
| 57. | 3 tháng 2 năm 2020   | Seogwipo, Hàn Quốc                                | Myanmar              | 3–0   | 7–0    | Vòng loại Thế vận hội Mùa hè 2020             |
| 58. | 9 tháng 2 năm 2020   | Seogwipo, Hàn Quốc                                | Việt Nam             | 3–0   | 3–0    | Vòng loại Thế vận hội Mùa hè 2020             |
| 59. | 17 tháng 9 năm 2021  | Tashkent, Uzbekistan                              | Mông Cổ              | 5–0   | 12–0   | Vòng loại AFC Women's Asian Cup               |
| 60. | 21 tháng 1 năm 2022  | Pune, Ấn Độ                                       | Việt Nam             | 1–0   | 3–0    | AFC Women's Asian Cup 2022                    |
| 61. | 21 tháng 1 năm 2022  | Pune, Ấn Độ                                       | Việt Nam             | 3–0   | 3–0    | AFC Women's Asian Cup 2022                    |
| 62. | 24 tháng 1 năm 2022  | Pune, Ấn Độ                                       | Myanmar              | 2–0   | 2–0    | AFC Women's Asian Cup 2022                    |
| 63. | 30 tháng 1 năm 2022  | Pune, Ấn Độ                                       | Úc                   | 1–0   | 1–0    | AFC Women's Asian Cup 2022                    |
| 64. | 6 tháng 2 năm 2022   | Navi Mumbai, Ấn Độ                                | Trung Quốc           | 2–0   | 2–3    | AFC Women's Asian Cup 2022                    |
| 65. | 19 tháng 7 năm 2022  | Kashima, Nhật Bản                                 | Nhật Bản             | 1–1   | 2–1    | Cúp bóng đá nữ Đông Á 2022                    |
| 66. | 22 tháng 2 năm 2023  | Bristol, Anh                                      | Ý                    | 1–1   | 1–2    | Cúp Arnold Clark 2023                         |
| 67. | 8 tháng 7 năm 2023   | Seoul, Hàn Quốc                                   | Haiti                | 1–1   | 2–1    | Giao hữu                                      |
| 68. | 22 tháng 9 năm 2023  | Ôn Châu, Trung Quốc                               | Myanmar              | 2–0   | 3–0    | Đại hội Thể thao châu Á 2022                  |
| 69. | 25 tháng 9 năm 2023  | Ôn Châu, Trung Quốc                               | Philippines          | 3–1   | 5–1    | Đại hội Thể thao châu Á 2022                  |
| 70. | 24 tháng 2 năm 2024  | Oeiras, Bồ Đào Nha                                | Cộng hòa Séc         | 1–0   | 2–1    | Giao hữu                                      |
| 71. | 5 tháng 4 năm 2024   | Icheon, Hàn Quốc                                  | Philippines          | 2–0   | 3–0    | Giao hữu                                      |
| 72. | 23 tháng 2 năm 2025  | Al Hamriyah, Các Tiểu vương quốc Ả Rập Thống nhất | Thái Lan             | 3–0   | 4–0    | Pink Ladies Cup 2025                          |

## Tham Khảo
1. 1 2  "Ji So-yun – Biography". Chelsea F.C. Bản gốc lưu trữ ngày 17 tháng 5 năm 2022. Truy cập ngày 17 tháng 5 năm 2022.
2. ↑  "Chelsea Ladies FC interested in signing Ji So-yeon". Arirang. ngày 29 tháng 11 năm 2013. Bản gốc lưu trữ ngày 3 tháng 12 năm 2013. Truy cập ngày 30 tháng 11 năm 2013.
3. ↑  "Korean footballer Ji So-yun to sign two-year deal with Chelsea Ladies". Arirang. ngày 3 tháng 1 năm 2014. Bản gốc lưu trữ ngày 23 tháng 7 năm 2018. Truy cập ngày 3 tháng 1 năm 2014.
4. ↑  "Chelsea Ladies sign South Korean midfielder Ji So-Yun". BBC Sport. ngày 28 tháng 1 năm 2014. Truy cập ngày 30 tháng 1 năm 2014.
5. ↑  Bond, Steve (ngày 8 tháng 12 năm 2013). "Chelsea Ladies lose to Inac Kobe Leonessa despite defiant late rally". The Guardian. Truy cập ngày 13 tháng 5 năm 2015.
6. ↑  "Chelsea's Ji So-Yun named WSL player's player of the year". BBC Sport. ngày 14 tháng 11 năm 2014. Truy cập ngày 29 tháng 11 năm 2014.
7. ↑  "Who won what? PFA award winners in full". BBC Sport. ngày 26 tháng 4 năm 2015. Truy cập ngày 13 tháng 5 năm 2015.
8. ↑  "Chelsea midfielder Ji So-yun is the PFA Women's Player of the Year". Sky Sports. ngày 27 tháng 4 năm 2015. Truy cập ngày 27 tháng 4 năm 2015.
9. 1 2  "[한국축구유망주60] 지소연: 여자축구의 미래이자 희망" [Ji So Yeon & apos; Future of women's football and hope] (bằng tiếng Hàn). Korea Football Association. ngày 30 tháng 6 năm 2015. Bản gốc lưu trữ ngày 18 tháng 5 năm 2015. Truy cập ngày 13 tháng 5 năm 2015.
10. 1 2  "각종기록" [Various records]. kfa.or.kr (bằng tiếng Hàn). Truy cập ngày 8 tháng 5 năm 2019.